# Estació d'Ailly-sur-Noye
L'estació d'Ailly-sur-Noye és una estació ferroviària situada al municipi francès d'Ailly-sur-Noye (al departament del Somme).
És servida pels trens del TER Picardie.
| Provinença | Estació anterior      | Línia        | Estació següent | Destinació |
| ---------- | --------------------- | ------------ | --------------- | ---------- |
| Amiens     | Dommartin-Remiencourt | TER Picardie | La Faloise      | Paris-Nord |